# Jarl Magnus Riiber
Jarl Magnus Riiber (Oslo, 15 ottobre 1997) è un combinatista nordico norvegese.
Nel suo palmarès figurano tra l'altro undici titoli iridati e cinque Coppe del Mondo generali.

## Biografia
In Coppa del Mondo ha esordito il 6 dicembre 2014 a Lillehammer (28°), ha ottenuto il primo podio il 16 gennaio 2015 a Seefeld in Tirol (3°) e la prima vittoria il 6 febbraio 2016 a Oslo.
Ai XXIII Giochi olimpici invernali di Pyeongchang 2018, sua prima presenza olimpica, ha vinto la medaglia d'argento nella gara a squadre e si è classificato 4º nel trampolino normale e 4º nel trampolino lungo. Nella successiva stagione 2018-2019 si è aggiudicato la Coppa del Mondo generale e ai Mondiali di Seefeld in Tirol ha vinto la medaglia d'oro dal trampolino normale e nella gara a squadre dal trampolino normale, quella d'argento nella sprint a squadre dal trampolino lungo ed è stato 5º nel trampolino lungo. Anche nella stagione seguente, stagione 2019-2020 si è aggiudicato la Coppa del Mondo generale.
Ai Mondiali di Oberstdorf 2021 ha nuovamente vinto la medaglia d'oro nel trampolino normale e nella gara a squadre dal trampolino normale e la medaglia d'argento nel trampolino lungo e nella sprint a squadre dal trampolino lungo; al termine della stagione 2020-2021 si è aggiudicato la sua terza Coppa del Mondo generale consecutiva. L'anno dopo ai XXIV Giochi olimpici invernali di Pechino 2022 si è classificato 8º nel trampolino lungo. Al termine della stagione 2021-2022 ha conquistato la sua quarta Coppa del Mondo generale consecutiva, stabilendo anche il nuovo record di 49 vittorie in singole gare di Coppa, strappato al finlandese Hannu Manninen che lo deteneva dal 2010; ai Mondiali di Planica 2023 ha vinto la medaglia d'oro nel trampolino normale, nel trampolino lungo, nella gara a squadre e nella gara a squadre mista. Al termine della stagione 2023-2024 ha conquistato sia la Coppa del Mondo generale (per la quinta volta) sia quella di compact. Ai Mondiali di Trondheim 2025 ha vinto la medaglia d'oro nella compact dal trampolino normale, nel trampolino lungo e nella gara a squadre mista e quella di bronzo nella gara a squadre.

## Palmarès

### Olimpiadi
- 1 medaglia:
  - 1 argento (gara a squadre a Pyeongchang 2018)

### Mondiali
- 15 medaglie:
  - 11 ori (trampolino normale, gara a squadre dal trampolino normale a Seefeld in Tirol 2019; trampolino normale, gara a squadre dal trampolino normale a Oberstdorf 2021; trampolino normale, trampolino lungo, gara a squadre, gara a squadre mista a Planica 2023; compact dal trampolino normale, trampolino lungo, gara a squadre mista a Trondheim 2025)
  - 3 argenti (sprint a squadre dal trampolino lungo a Seefeld in Tirol 2019; trampolino lungo, sprint a squadre dal trampolino lungo a Oberstdorf 2021)
  - 1 bronzo (gara a squadre a Trondheim 2025)

### Mondiali juniores
- 4 medaglie:
  - 2 ori (individuale 10 km, individuale 5 km a Almaty 2015)
  - 2 bronzi (gara a squadre a Val di Fiemme 2014; gara a squadre a Almaty 2015)

### Coppa del Mondo
- Vincitore della Coppa del Mondo nel 2019, nel 2020, nel 2021, nel 2022 e nel 2024
- Vincitore della Coppa del Mondo di compact nel 2024
- 120 podi (111 individuali, 9 a squadre):
  - 85 vittorie (78 individuali, 7 a squadre)
  - 25 secondi posti (24 individuali, 1 a squadre)
  - 10 terzi posti (9 individuali, 1 a squadre)

#### Coppa del Mondo - vittorie
| Data             | Località                | Nazione   | Trampolino                  | Spec.                                                                  |
| ---------------- | ----------------------- | --------- | --------------------------- | ---------------------------------------------------------------------- |
| 6 febbraio 2016  | Oslo                    | Norvegia  | Holmenkollen HS134          | IN LH/10 km                                                            |
| 2 dicembre 2017  | Lillehammer             | Norvegia  | Lysgårdsbakken HS100        | T NH/4x5 km (con Jan Schmid, Espen Andersen e Jørgen Graabak)          |
| 21 gennaio 2018  | Chaux-Neuve             | Francia   | La Côté Feuillée HS118      | T NH/4x5 km (con Jan Schmid, Espen Andersen e Jørgen Graabak)          |
| 30 novembre 2018 | Lillehammer             | Norvegia  | Lysgårdsbakken HS98         | IN NH/5 km                                                             |
| 1º dicembre 2018 | Lillehammer             | Norvegia  | Lysgårdsbakken HS98         | MS NH/10 km                                                            |
| 2 dicembre 2018  | Lillehammer             | Norvegia  | Lysgårdsbakken HS140        | IN LH/10 km                                                            |
| 22 dicembre 2018 | Ramsau am Dachstein     | Austria   | W90-Mattensprunganlage HS98 | IN NH/10 km                                                            |
| 5 gennaio 2019   | Otepää                  | Estonia   | Tehvandi HS97               | IN NH/10 km                                                            |
| 6 gennaio 2019   | Otepää                  | Estonia   | Tehvandi HS97               | IN NH/10 km                                                            |
| 26 gennaio 2019  | Trondheim               | Norvegia  | Granåsen H140               | IN LH/10 km                                                            |
| 27 gennaio 2019  | Trondheim               | Norvegia  | Granåsen H140               | IN LH/10 km                                                            |
| 2 febbraio 2019  | Klingenthal             | Germania  | Vogtland Arena H140         | IN LH/10 km                                                            |
| 3 febbraio 2019  | Klingenthal             | Germania  | Vogtland Arena H140         | IN LH/10 km                                                            |
| 9 marzo 2019     | Oslo                    | Norvegia  | Holmenkollen HS134          | IN LH/10 km                                                            |
| 17 marzo 2019    | Schonach im Schwarzwald | Germania  | Langenwaldschanze H106      | IN NH/15 km                                                            |
| 29 novembre 2019 | Kuusamo                 | Finlandia | Rukatunturi HS142           | IN LH/5 km                                                             |
| 30 novembre 2019 | Kuusamo                 | Finlandia | Rukatunturi HS142           | IN LH/10 km                                                            |
| 1º dicembre 2019 | Kuusamo                 | Finlandia | Rukatunturi HS142           | IN LH/10 km                                                            |
| 7 dicembre 2019  | Lillehammer             | Norvegia  | Lysgårdsbakken HS140        | IN LH/10 km                                                            |
| 8 dicembre 2019  | Lillehammer             | Norvegia  | Lysgårdsbakken HS140        | IN LH/10 km                                                            |
| 22 dicembre 2019 | Ramsau am Dachstein     | Austria   | W90-Mattensprunganlage HS98 | IN NH/10 km                                                            |
| 10 gennaio 2020  | Val di Fiemme           | Italia    | Giuseppe Dal Ben HS104      | IN NH/10 km                                                            |
| 12 gennaio 2020  | Val di Fiemme           | Italia    | Giuseppe Dal Ben HS104      | T SP NH/2x7,5 km (con Jørgen Graabak)                                  |
| 25 gennaio 2020  | Oberstdorf              | Germania  | Schattenberg HS140          | T LH/4x5 km (con Espen Bjørnstad, Jens Lurås Oftebro e Jørgen Graabak) |
| 26 gennaio 2020  | Oberstdorf              | Germania  | Schattenberg HS140          | IN LH/10 km                                                            |
| 31 gennaio 2020  | Seefeld in Tirol        | Austria   | Toni Seelos HS109           | IN NH/5 km                                                             |
| 1º febbraio 2020 | Seefeld in Tirol        | Austria   | Toni Seelos HS109           | IN NH/10 km                                                            |
| 2 febbraio 2020  | Seefeld in Tirol        | Austria   | Toni Seelos HS109           | IN NH/15 km                                                            |
| 22 febbraio 2020 | Trondheim               | Norvegia  | Granåsen H138               | IN LH/10 km                                                            |
| 23 febbraio 2020 | Trondheim               | Norvegia  | Granåsen H138               | IN LH/10 km                                                            |
| 29 febbraio 2020 | Lahti                   | Finlandia | Salpausselkä HS130          | T SP LH/2x7,5 km (con Jørgen Graabak)                                  |
| 7 marzo 2020     | Oslo                    | Norvegia  | Holmenkollen HS134          | IN LH/10 km                                                            |
| 27 novembre 2020 | Kuusamo                 | Finlandia | Rukatunturi HS142           | IN LH/5 km                                                             |
| 28 novembre 2020 | Kuusamo                 | Finlandia | Rukatunturi HS142           | IN LH/10 km                                                            |
| 15 gennaio 2021  | Val di Fiemme           | Italia    | Giuseppe Dal Ben HS104      | IN NH/10 km                                                            |
| 17 gennaio 2021  | Val di Fiemme           | Italia    | Giuseppe Dal Ben HS104      | IN NH/10 km                                                            |
| 23 gennaio 2021  | Lahti                   | Finlandia | Salpausselkä HS130          | T SP LH/2x7,5 km (con Jørgen Graabak)                                  |
| 29 gennaio 2021  | Seefeld in Tirol        | Austria   | Toni Seelos HS109           | IN NH/5 km                                                             |
| 30 gennaio 2021  | Seefeld in Tirol        | Austria   | Toni Seelos HS109           | IN NH/10 km                                                            |
| 31 gennaio 2021  | Seefeld in Tirol        | Austria   | Toni Seelos HS109           | IN NH/15 km                                                            |
| 20 marzo 2021    | Klingenthal             | Germania  | Vogtland Arena H140         | IN LH/10 km                                                            |
| 21 marzo 2021    | Klingenthal             | Germania  | Vogtland Arena H140         | IN LH/10 km                                                            |
| 26 novembre 2021 | Kuusamo                 | Finlandia | Rukatunturi HS142           | IN LH/5 km                                                             |
| 28 novembre 2021 | Kuusamo                 | Finlandia | Rukatunturi HS142           | IN LH/10 km                                                            |
| 4 dicembre 2021  | Lillehammer             | Norvegia  | Lysgårdsbakken HS98         | T NH/4x5 km (con Espen Bjørnstad, Jens Lurås Oftebro e Jørgen Graabak) |
| 5 dicembre 2021  | Lillehammer             | Norvegia  | Lysgårdsbakken HS140        | IN LH/10 km                                                            |
| 11 dicembre 2021 | Otepää                  | Estonia   | Tehvandi HS97               | MS NH/10 km                                                            |
| 12 dicembre 2021 | Otepää                  | Estonia   | Tehvandi HS97               | IN NH/10 km                                                            |
| 18 dicembre 2021 | Ramsau am Dachstein     | Austria   | W90-Mattensprunganlage HS98 | IN NH/10 km                                                            |
| 19 dicembre 2021 | Ramsau am Dachstein     | Austria   | W90-Mattensprunganlage HS98 | IN NH/10 km                                                            |
| 28 gennaio 2022  | Seefeld in Tirol        | Austria   | Toni Seelos HS109           | IN NH/7,5 km                                                           |
| 27 febbraio 2022 | Lahti                   | Finlandia | Salpausselkä HS130          | IN NH/10 km                                                            |
| 5 marzo 2022     | Oslo                    | Norvegia  | Holmenkollen HS134          | IN LH/10 km                                                            |
| 6 marzo 2022     | Oslo                    | Norvegia  | Holmenkollen HS134          | IN LH/10 km                                                            |
| 12 marzo 2022    | Schonach im Schwarzwald | Germania  | Langenwaldschanze H106      | IN NH/10 km                                                            |
| 13 marzo 2022    | Schonach im Schwarzwald | Germania  | Langenwaldschanze H106      | IN NH/10 km                                                            |
| 26 novembre 2022 | Kuusamo                 | Finlandia | Rukatunturi HS142           | IN LH/10 km                                                            |
| 27 novembre 2022 | Kuusamo                 | Finlandia | Rukatunturi HS142           | MS LH/10 km                                                            |
| 4 dicembre 2022  | Lillehammer             | Norvegia  | Lysgårdsbakken HS140        | IN LH/10 km                                                            |
| 16 dicembre 2022 | Ramsau am Dachstein     | Austria   | W90-Mattensprunganlage HS97 | IN NH/10 km                                                            |
| 11 marzo 2023    | Oslo                    | Norvegia  | Holmenkollen HS134          | IN LH/10 km                                                            |
| 12 marzo 2023    | Oslo                    | Norvegia  | Holmenkollen HS134          | IN LH/10 km                                                            |
| 25 marzo 2023    | Lahti                   | Finlandia | Salpausselkä HS130          | IN LH/10 km                                                            |
| 26 marzo 2023    | Lahti                   | Finlandia | Salpausselkä HS130          | IN LH/10 km                                                            |
| 25 novembre 2023 | Kuusamo                 | Finlandia | Rukatunturi HS142           | IN LH/10 km                                                            |
| 26 novembre 2023 | Kuusamo                 | Finlandia | Rukatunturi HS142           | MS LH/10 km                                                            |
| 2 dicembre 2023  | Lillehammer             | Norvegia  | Lysgårdsbakken HS98         | IN NH/10 km                                                            |
| 3 dicembre 2023  | Lillehammer             | Norvegia  | Lysgårdsbakken HS140        | IN LH/10 km                                                            |
| 13 gennaio 2024  | Oberstdorf              | Germania  | Schattenberg HS106          | IN NH/10 km                                                            |
| 14 gennaio 2024  | Oberstdorf              | Germania  | Schattenberg HS106          | IC NH/7,5 km                                                           |
| 27 gennaio 2024  | Schonach im Schwarzwald | Germania  | Langenwaldschanze H100      | IN NH/10 km                                                            |
| 28 gennaio 2024  | Schonach im Schwarzwald | Germania  | Langenwaldschanze H100      | IN NH/10 km                                                            |
| 2 febbraio 2024  | Seefeld in Tirol        | Austria   | Toni Seelos HS109           | IN NH/7,5 km                                                           |
| 3 febbraio 2024  | Seefeld in Tirol        | Austria   | Toni Seelos HS109           | IN NH/10 km                                                            |
| 4 febbraio 2024  | Seefeld in Tirol        | Austria   | Toni Seelos HS109           | IN NH/12,5 km                                                          |
| 9 febbraio 2024  | Otepää                  | Estonia   | Tehvandi HS97               | MS NH/10 km                                                            |
| 10 febbraio 2024 | Otepää                  | Estonia   | Tehvandi HS97               | IN NH/10 km                                                            |
| 11 febbraio 2024 | Otepää                  | Estonia   | Tehvandi HS97               | IN NH/10 km                                                            |
| 9 marzo 2024     | Oslo                    | Norvegia  | Holmenkollen HS134          | IN LH/10 km                                                            |
| 10 marzo 2024    | Oslo                    | Norvegia  | Holmenkollen HS134          | IN LH/10 km                                                            |
| 29 novembre 2024 | Kuusamo                 | Finlandia | Rukatunturi HS142           | IC LH/7,5 km                                                           |
| 7 dicembre 2024  | Lillehammer             | Norvegia  | Lysgårdsbakken HS98         | IN NH/10 km                                                            |
| 20 dicembre 2024 | Ramsau am Dachstein     | Austria   | W90-Mattensprunganlage HS98 | MS NH/10 km                                                            |
| 31 gennaio 2025  | Seefeld in Tirol        | Austria   | Toni Seelos HS109           | MS NH/10 km                                                            |
| 7 febbraio 2025  | Otepää                  | Estonia   | Tehvandi HS97               | MS NH/10 km                                                            |

Legenda:

IN = individuale Gundersen

IC = individuale compact

MS = partenza in linea

SP = sprint

T = gara a squadre

NH = trampolino normale

LH = trampolino lungo